# Xylosciara merodon
Xylosciara merodon är en tvåvingeart som beskrevs av Heikki Hippa och Pekka Vilkamaa 2004. Xylosciara merodon ingår i släktet Xylosciara och familjen sorgmyggor. Inga underarter finns listade i Catalogue of Life.